# Журавлино
Журавлино — село в Октябрьском районе Курской области России. Административный центр Лобазовского сельсовета.

## География
Село находится в центральной части Курской области, в пределах Среднерусской возвышенности, в лесостепной зоне, на левом притоке Сейма - реке Воробжа, что к югу от автодороги 38К-010, на расстоянии примерно 9 километров (по прямой) к югу от Прямицына, административного центра района. Абсолютная высота — 176 метров над уровнем моря.
История
До ВОВ возле сельского кладбища возвышался величественный храм, освященный в честь Покрова Божией Матери. Он был построен на добровольные пожертвования благотворителей.  Многие люди из близлежащих сел собирались здесь на службы. По воспоминаниям старожилов, храм был разобран непосредственно перед началом войны, в 1940 году. Потребовался кирпич для строительства новой школы в Лобазовке. На месте, где стоял храм, до сих пор  видны рвы, в которых  располагался фундамент храма. 
Село славилось тем фактом, что сюда каждую весну прилетало много журавлей, ибо в районе реки Воробжа (полноводной в довоенное время) било много природных родников. Селяне чистили их каждый год. Наиболее был известен ключ живой воды, известный как "Волков ключ". Название объяснялось тем, что рядом  располагался "Двор" семьи Волковых. 
В 1999 году родник был освящен в честь преподобного Серафима Саровского.

### Климат
Климат характеризуется как умеренно континентальный, с тёплым летом и умеренно холодной зимой. Среднегодовая температура воздуха — 5,7 °С. Средняя температура воздуха самого тёплого месяца (июля) — 18,7 °C (абсолютный максимум — 37 °С); самого холодного (января) — −9,3 °C (абсолютный минимум — −38 °С). Безморозный период длится около 152 дней в году. Среднегодовое количество атмосферных осадков составляет 563 мм, из которых большая часть выпадает в тёплый период. Снежный покров держится в течение 110—120 дней.

### Часовой пояс
Село Журавлино, как и вся Курская область, находится в часовой зоне МСК (московское время). Смещение применяемого времени относительно UTC составляет +3:00.

## Население
| 2002 | 2010 |
| ---- | ---- |
| 219  | ↗223 |

### Половой состав
По данным Всероссийской переписи населения 2010 года в половой структуре населения мужчины составляли 46,6 %, женщины — соответственно 53,4 %.

### Национальный состав
Согласно результатам переписи 2002 года, в национальной структуре населения русские составляли 97 %.

## Инфраструктура
Личное подсобное хозяйство. СНТ Журавлинка-95, СНТ Ландыш, СНТ Текстильщик, СНТ Энергетик-2 и СНТ Эффект. Покровская церковь. В селе 107 домов.

## Транспорт
Журавлино находится в 7 км от автодороги федерального значения М2 «Крым» (часть европейского маршрута E 105), в 0,2 км от автодороги регионального значения 38К-010 (М-2 «Крым» — Иванино, часть европейского маршрута E 38), при автодорогах межмуниципального значения 38Н-072 (часть села Дьяконово: 4-й Околоток — Журавлинский, Журавлино — АБЗ Октябрьского ДЭП) и 38Н-215 (38К-010 — Лебедин), в 9,5 км от ближайшей ж/д станции Дьяконово (линия Льгов I — Курск).
В 110 км от аэропорта имени В. Г. Шухова (недалеко от Белгорода).